# J. League Division 1 2012
La temporada 2012 de la J. League fue la XLVIIª edición de la máxima categoría del fútbol japonés y XX° desde el establecimiento de la J. League. La temporada comenzó el 10 de marzo y finalizó el 1 de diciembre.
El Campeón de la J. League 2012 fue el Sanfrecce Hiroshima, obteniendo así su primer título de esta edición y su sexto en competiciones de su propio país. El título japonés le permitió al club campeón clasificar a la Copa Mundial de Clubes de la FIFA 2012 como el club anfitrión del más importante torneo de clubes realizado por sexta vez en Japón.

## Ascensos y descensos
| Pos | Ascendidos de la J. League Division 2 2011 |
| --- | ------------------------------------------ |
| 1.º | F.C. Tokyo                                 |
| 2.º | Sagan Tosu                                 |
| 3.º | Consadole Sapporo                          |

| Pos  | Descendidos en la temporada 2011 |
| ---- | -------------------------------- |
| 16.º | Ventforet Kofu                   |
| 17.º | Avispa Fukuoka                   |
| 18.º | Montedio Yamagata                |

## Equipos participantes
Ventforet Kofu, Avispa Fukuoka y Montedio Yamagata fueron descendidos al final de la temporada 2011 después de terminar en los tres últimos lugares de la tabla. Avispa Fukuoka y Ventforet Kofu volvió a J2 después de sólo una temporada en la máxima categoría, mientras que Montedio Yamagata fueron relegados después de tres temporadas en J1.
Los tres equipos relegados fueron reemplazados en 2011 J. League 2: F.C. Tokyo, el subcampeón Sagan Tosu y el tercer clasificado, el equipo de Consadole Sapporo. F.C. Tokyo hizo un retorno inmediato a la primera división, mientras que Consadole Sapporo puso fin a una ausencia de tres años. Al final, Sagan Tosu alcanzó la J1 después de trece temporadas en la segunda división.
| Nombre del club     | Ciudad (es) | Nota(s)                                             |
| ------------------- | ----------- | --------------------------------------------------- |
| Albirex Niigata     | Niigata     |                                                     |
| Cerezo Osaka        | Osaka       |                                                     |
| Consadole Sapporo   | Sapporo     | Promovido de la Segunda División                    |
| F.C. Tokyo          | Tokio       | Campeón de la J. League Division 2                  |
| Gamba Osaka         | Suita       | Participante de la Liga de Campeones de la AFC 2012 |
| Júbilo Iwata        | Iwata       |                                                     |
| Kashima Antlers     | Ibaraki     |                                                     |
| Kashiwa Reysol      | Kashiwa     | Participante de la Liga de Campeones de la AFC 2012 |
| Kawasaki Frontale   | Kawasaki    |                                                     |
| Nagoya Grampus      | Nagoya      | Participante de la Liga de Campeones de la AFC 2012 |
| Omiya Ardija        | Omiya       |                                                     |
| Sagan Tosu          | Tosu        | Promovido de la Segunda División                    |
| Sanfrecce Hiroshima | Hiroshima   |                                                     |
| Shimizu S-Pulse     | Shizuoka    |                                                     |
| Urawa Red Diamonds  | Urawa       |                                                     |
| Vegalta Sendai      | Sendai      |                                                     |
| Vissel Kobe         | Kobe        |                                                     |
| Yokohama F. Marinos | Yokohama    |                                                     |

## Posiciones
| Pos. | Equipo                  | Pts. | PJ | G  | E  | P  | GF | GC | Dif. | Clasificación o descenso                                                                        |
| ---- | ----------------------- | ---- | -- | -- | -- | -- | -- | -- | ---- | ----------------------------------------------------------------------------------------------- |
| 1    | Sanfrecce Hiroshima (C) | 64   | 34 | 19 | 7  | 8  | 63 | 34 | +29  | Clasificado a la Copa Mundial de Clubes de la FIFA 2012 y a la Liga de Campeones de la AFC 2013 |
| 2    | Vegalta Sendai          | 57   | 34 | 15 | 12 | 7  | 59 | 43 | +16  | Clasificado a la Liga de Campeones de la AFC 2013                                               |
| 3    | Urawa Red Diamonds      | 55   | 34 | 15 | 10 | 9  | 47 | 42 | +5   | Clasificado a la Liga de Campeones de la AFC 2013                                               |
| 4    | Yokohama F. Marinos     | 53   | 34 | 13 | 14 | 7  | 44 | 33 | +11  |                                                                                                 |
| 5    | Sagan Tosu              | 53   | 34 | 15 | 8  | 11 | 48 | 39 | +9   |                                                                                                 |
| 6    | Kashiwa Reysol          | 52   | 34 | 15 | 7  | 12 | 57 | 52 | +5   | Clasificado a la Liga de Campeones de la AFC 2013                                               |
| 7    | Nagoya Grampus          | 52   | 34 | 15 | 7  | 12 | 46 | 47 | −1   |                                                                                                 |
| 8    | Kawasaki Frontale       | 50   | 34 | 14 | 8  | 12 | 51 | 50 | +1   |                                                                                                 |
| 9    | Shimizu S-Pulse         | 49   | 34 | 14 | 7  | 13 | 39 | 40 | −1   |                                                                                                 |
| 10   | F.C. Tokyo              | 48   | 34 | 14 | 6  | 14 | 47 | 44 | +3   |                                                                                                 |
| 11   | Kashima Antlers         | 46   | 34 | 12 | 10 | 12 | 50 | 43 | +7   |                                                                                                 |
| 12   | Júbilo Iwata            | 46   | 34 | 13 | 7  | 14 | 57 | 53 | +4   |                                                                                                 |
| 13   | Omiya Ardija            | 44   | 34 | 11 | 11 | 12 | 38 | 45 | −7   |                                                                                                 |
| 14   | Cerezo Osaka            | 42   | 34 | 11 | 9  | 14 | 47 | 53 | −6   |                                                                                                 |
| 15   | Albirex Niigata         | 40   | 34 | 10 | 10 | 14 | 29 | 34 | −5   |                                                                                                 |
| 16   | Vissel Kobe             | 39   | 34 | 11 | 6  | 17 | 41 | 50 | −9   | Descendido a J. League Division 2 2013                                                          |
| 17   | Gamba Osaka             | 38   | 34 | 9  | 11 | 14 | 67 | 65 | +2   | Descendido a J. League Division 2 2013                                                          |
| 18   | Consadole Sapporo       | 14   | 34 | 4  | 2  | 28 | 25 | 88 | −63  | Descendido a J. League Division 2 2013                                                          |

 Fuente: J. League Data Site: 2012 J.LEAGUE Division 1 League table
Criterios de clasificación: 1) puntos; 2) diferencia de goles; 3) número de goles marcados; 4) resultados entre los equipos en cuestión.
Notas:
1. ↑  Kashiwa Reysol se clasificó para la Liga de Campeones de la AFC 2013 al ganar la Copa del Emperador 2012.

|                                         |
|                                         |
| Campeón Sanfrecce Hiroshima 1.er título |

## Goleadores
| Posición | Jugador        | Equipo              | Goles |
| -------- | -------------- | ------------------- | ----- |
| 1        | Hisato Satō    | Sanfrecce Hiroshima | 22    |
| 2        | Yohei Toyoda   | Sagan Tosu          | 19    |
| 3        | Leandro        | Gamba Osaka         | 14    |
| 4        | Shingo Akamine | Vegalta Sendai      | 13    |
| 4        | Wilson         | Vegalta Sendai      | 13    |
| 4        | Masato Kudo    | Kashiwa Reysol      | 13    |
| 4        | Genki Omae     | Shimizu S-Pulse     | 13    |
| 8        | Ryoichi Maeda  | Júbilo Iwata        | 12    |

Actualizado a los partidos jugados hasta el 1 de diciembre de 2012.
Fuente Oficial: División 1 J. League 2012